# Casino Principal (Lleida)
Casino Principal és un edifici de Lleida protegit com a bé cultural d'interès local.

## Descripció
Edifici entre mitgeres de planta baixa i tres pisos, amb façana davant i darrere a dos carrers que compten amb un pis de desnivell. Similitud de façanes amb accés remarcat. Sala amb columnes de foneria i sala de ball de doble alçada. Ferro forjat a l'escala. Columnes afegides. Pedra artificial, obra arrebossada, balcons de ferro, terrat a la catalana i coberta de teula àrab. Murs de càrrega i pilars, forjats isostàtics.

## Història
Ampliació de tribuna als anys 40 feta per l'arquitecte Porquers i remodelació dels baixos i distribucions interiors.